# سیارک ۱۸۳۲۱
سیارک ۱۸۳۲۱ (به انگلیسی: 18321 Bobrov، نامگذاری:1982UQ10) هجده هزار و سیصد و بیست و یکمین سیارک کشف شده‌است که در ۲۵ اکتبر ۱۹۸۲ کشف شد.
قدر مطلق سیارک برابر ۱۹.۵ است.